# プルーラヴァス

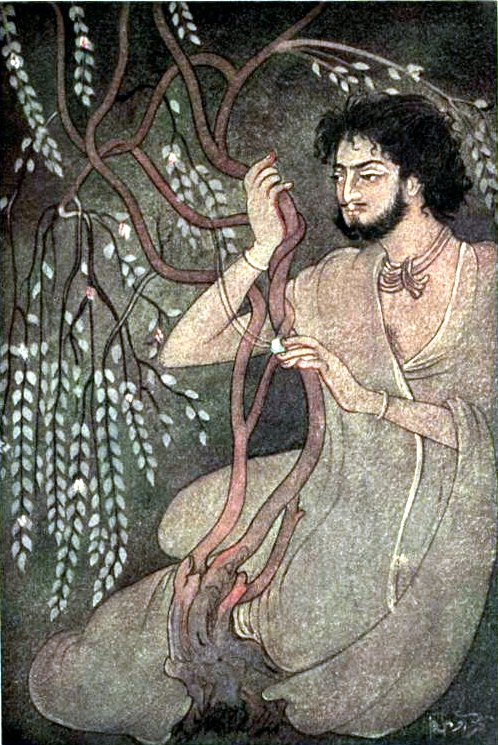
プルーラヴァス

プルーラヴァス（पुरूरवस् Purūravas）は、インド神話に登場する王。ブダ（水星）とイダー（イラー）の子で、月神ソーマの孫にあたる。アプサラスのウルヴァシーとの恋愛が有名で、彼女との間にアーユス、ディーマット、アマーヴァス、ドリダーユス、ヴァナーユス、シュルターユスをもうけた。
また『マハーバーラタ』によるとプルーラヴァスは13の大陸を征服したが、慢心してバラモンと戦い、サナト・クマーラの抗議にも耳を貸さなかったため、聖仙たちに呪われて破滅したとされる。
プルーラヴァスはプラティシュターナ（プラヤーガ、現在のウッタル・プラデーシュ州イラーハーバード）に都を置いた。プルーラヴァスを始祖とする王家を月種と呼び、プラーナ文献ではほとんどの王族は日種または月種に属する。『マハーバーラタ』の主要登場人物は月種のバラタ族のうちクル王の子孫（クル族）である。